# Fermentacija mlečne kiseline
Fermentacija mlečne kiseline je metabolički proces kojim se glukoza i drugi heksozni šećeri (kao i disaharidi šestougljeničnih šećera, npr. saharoza ili laktoza) konvertuju u ćelijsku energiju i metabolit laktat. Ovo je reakcija anaerobna fermentacije, koja se javlja u nekim bakterijama i životinjskim ćelijama, kao što su mišićne ćelije.
Ako je kiseonik prisutan u ćeliji, mnogi organizmi će zaobići fermentaciju i biti sprovesti ćelijsku respiraciju; međutim, fakultativni anaerobni organizmi će fermentisati i disati u prisustvu kiseonika. Ponekad čak i kad je kiseonik prisutan i aerobni metabolizam se odvija u mitohondrijama, ako se piruvat nakuplja brže nego što može da bude metabolizovan, fermentacija će se odvijati.
Laktatna dehidrogenaza katalizuje konverziju piruvata u laktat uz istovremenu konverziju NADH u +.
Pri homolaktičkoj fermentaciji, jedan molekul glukoze se konvertuje u dva molekula mlečne kiseline. Heterolaktična fermentacija, za razliku od toga, proizvodi ugljen-dioksid i etanol pored mlečne kiseline, u procesu koji se naziva fosfoketolazni put.

## Biohemija

### Homofermentacioni proces
Sveukupno, homofermentativna mlečno kiselinska fermentacija konvertuje šestougljenični šećerni molekul u dva molekula mlečne kiseline, skladišteći oslobođenu energiju u dva  molekula. NADSledeća jednačina opisuje ovaj neto rezultat:
{\displaystyle \mathrm {C_{6}H_{12}O_{6}\ {\xrightarrow {2\ ADP\ +\ 2\ P_{i}\ \longrightarrow \ 2\ ATP\ +\ 2\ H_{2}O}}\ 2\ C_{3}H_{6}O_{3}} }

### Heterofermentacioni proces
Heterofermentativne bakterije (npr. Leuconostoc mesenteroides, Lactobacillus bifermentous, Leconostoc lactis) proizvode jedan molekul laktata iz jednog molekula glukoze, kao i CO2 i sirćetnu kiselinu ili etanol.